# Balneário Camboriú
Balneário Camboriú è un comune del Brasile nello Stato di Santa Catarina, parte della mesoregione della Vale do Itajaí e della microregione di Itajaí, e si trova a circa 80 km dalla capitale dello stato, Florianópolis.
La città, con le sue ripide colline che scendono verso il mare, è popolare tra i sudamericani. La principale via costiera è Avenida Atlântica e la sua famosa funivia collega la spiaggia centrale della città alla spiaggia di Laranjeiras. La sua popolazione stimata nel 2018 era di 138 732 abitanti, ma può raggiungere più di un milione durante l'estate.
In un rapporto pubblicato alla fine di febbraio 2012 dalla rivista Forbes sull'ascesa della musica elettronica in Brasile, Balneário Camboriú è stata classificata come "la capitale della musica elettronica" nel paese. La città è anche conosciuta con il soprannome di "Dubai brasiliana", per via dell'alto numero di grattacieli e turisti. La città è servita dall'aeroporto internazionale Ministro Victor Konder, situato nell'adiacente comune di Navegantes.
Ilha das Cabras è un importante luogo turistico e le traversate verso la vicina spiaggia di Laranjeiras avvengono a bordo di navi simili alle navi pirata del XVII secolo, che fanno il giro dell'isola prima di tornare di nuovo a Balneário Camboriú. La città possiede anche una statua simile al Cristo Redentore a Rio de Janeiro, chiamata "Cristo Luz", ma con alcune differenze: è leggermente più piccola del Redentore e raffigura Gesù con un cerchio sulla spalla sinistra, a simboleggiare il Sole, che ospita un riflettore che brilla per tutta la città.
Secondo delle ricerche realizzate dall'ONU Balneário Camboriú si trova al 7º posto dalle città con il più alto indice di sviluppo umano del Brasile.

## Geografia fisica

### Territorio
Secondo la divisione regionale in vigore dal 2017, istituita dall'IBGE, il comune appartiene alle Regioni geografiche intermedie di Blumenau e Imediata di Itajaí. Fino ad allora, con l'esistenza di divisioni in microregioni e mesoregioni, faceva parte della microregione di Itajaí, che a sua volta era inclusa nella mesoregione di Vale do Itajaí.

### Clima
Il clima è considerato mite e, secondo la classificazione di Köppen, è di tipo Cfa (umido mesotermico con estati calde). In estate, seppur calda, con una percezione termica che può arrivare fino ai quaranta gradi, la temperatura effettiva non supera appena i 33 °C, e la temperatura media estiva in città è di 24 °C. In inverno il clima cambia completamente, grandi masse d'aria polare arrivano in città, lasciando il clima nuvoloso quasi tutti i giorni e la temperatura media non supera i 14 °C nelle mattine più fredde, con temperature comprese tra 0 °C e 4 °C.
La piovosità media in città è di 1570 mm, senza stagione secca. Tuttavia, ci sono anni con precipitazioni maggiori rispetto ad altri, a causa del fenomeno El Niño. Gli anni che presentano questo fenomeno hanno tassi di piovosità molto superiori alla media. Gli anni che hanno il fenomeno La Niña hanno tassi di precipitazioni inferiori e inverni molto più rigidi, e potrebbero esserci segni di gelo nelle zone lontane dal centro e nelle parti più alte delle colline.
La temperatura dell'acqua di mare nella regione di Balneário Camboriú varia, in media, da 16 °C (in inverno) a 24 °C (in estate), e in autunno e primavera è di circa 21 °C.

## Origini del nome
Esistono due versioni sull'origine del toponimo Camboriú. Uno di origine popolare, per via di una stretta ansa del fiume in prossimità della foce, racconta che gli abitanti del luogo, rispondendo a delle domande a dei forestieri che chiedevano informazioni, rispondessero: "camba o rio", parola molto usata dai pescatori della regione. La seconda versione (la più attendibile) è quella di padre Raulino Reitz: mappe molto antiche indicano il nome del fiume Camboriú prima che esistesse un insediamento di origine europea nella zona; il toponimo Camboriú deriverebbe quindi dalla lingua Tupi, formata dall'agglutinazione delle parole kamuri (spigola) e 'y (fiume). Secondo questa versione, quindi, "Camboriú" significherebbe "fiume di branzino".
Dal latino balneariu, il toponimo Balneário è un aggettivo legato alla balneazione. Secondo il dizionario Michaelis, la parola si riferisce a luoghi di balneazione o località acquatiche in cui vengono utilizzati bagni medicinali. In Portogallo, "balneário" può significare un luogo adeguatamente attrezzato dove è possibile fare la doccia e cambiarsi.

## Storia

### Primi insediamenti
I primi abitanti della regione furono sconfitte, intorno all'anno 1000, dagli indiani Carijós. Questi, a loro volta, furono ridotti in schiavitù a partire dal XVI secolo dai coloni di São Vicente. L'occupazione definitiva della regione iniziò con l'arrivo delle Azzorre, guidati da Baltasar Pinto Corrêa, e l'insediamento di origine europea nella regione iniziò nel 1758, quando i Portoghesi delle Azzorre e alcune famiglie di Porto Belo si stabilirono nel luogo chiamato Nossa Senhora do Bonsucesso, poi chiamato Barra.

### Età contemporanea e storia recente
Nel 1836 arrivò sul posto Thomaz Francisco Garcia, con la sua famiglia e alcuni schiavi. Da qui l'antico nome di Garcia, con cui il paese divenne noto. Nel 1848 il luogo divenne un quartiere della città di Itajaí, chiamato Bairro da Barra, con la costruzione della Chiesa di Nossa Senhora do Bom Sucesso. Nel 1884 fu smembrato da Itajaí, dando origine la città di Camboriú. Attratte dalla fertilità del suolo e del clima, le famiglie di origine tedesca si spostarono dalla valle dell'Itajaí.
Nel 1930, per la posizione geografica privilegiata, iniziò la fase di occupazione della zona preferita dai bagnanti e, due anni dopo, venne costruito il primo albergo, alla confluenza degli attuali viali Centrale e Atlântica.
Il distretto creato con il nome Praia de Camboriú è stato creato con la legge municipale numero diciotto, del 20 ottobre 1954, subordinata al comune di Camboriú. Nel quadro stabilito per applicarsi dal 1954 al 1958, il distretto di Praia de Camboriú compare nel comune di Camboriú.
Elevato alla categoria di comune con il nome di Balneário de Camboriú, dalla legge statale 960, dell'8 aprile 1964, smembrato da Camboriú. Sede nel vecchio quartiere di Praia do Camboriú. Costituito dal quartiere della sede. Installato il 20 luglio 1964. Con la legge statale 5.630 del 20 novembre 1979, il comune di Balneário de Camboriú ha cambiato nome in Balneário Camboriú.
Secondo il professore dell'Università della Vale do Itajaí, Marcus Polette, un momento di crescita importante si è verificato negli anni '60, con l'implementazione dell'autostrada BR-101.

## Monumenti e luoghi d'interesse
La città possiede un gran numero di grattacieli, i più alti dei quali sono le due torri gemelle dello Yachthouse by Pininfarina, che con i loro 294 metri d'altezza sono anche gli edifici più alti del Brasile.

### Cappella di Santo Amaro
La Cappella di Santo Amaro, ex Igreja Matriz do Bom Sucesso, aiuta a raccontare la storia della regione. Si tratta di un edificio semplice, quasi privo di ostentazione, che segue generalmente il "modello originale" della chiesa gesuita di Nossa Senhora das Graças a Olinda (Pernambuco), che servì da base all'architettura portoghese-brasiliana fino all'inizio del XX secolo. Elencata come Patrimonio Storico dallo Stato di Santa Catarina con Decreto 2992, del 25 giugno 1998, e dal comune di Balneário Camboriú con Decreto 3.007, del 10 settembre 1998, la Cappella ha subito un intervento di restauro nell'anno 2008, con risorse statali e comunali. La sua costruzione fu autorizzata all'inizio del 19º secolo, ma si ipotizza che solo nel 1849 i lavori furono iniziati, nell'antico "arraial do Bom Sucesso". L'asimmetria delle pareti laterali, le travi di partenza sul retro dell'edificio, la differenza di materiali e l'insolito passaggio da "matrice" a "cappella" indicano che il progetto originario è stato scartato e i lavori sono proseguiti in modo più semplificato. Secondo la storia orale salvata nella comunità, ciò è dovuto al fatto che la comunità ha trovato risorse naturali potenzialmente più redditizie a monte, spostando la sede in quello che oggi è il comune di Camboriú, da cui Balneário Camboriú si è emancipato nel 1964. a Bairro da Barra, di fronte a Praça dos Pescadores e alla Scuola di Arti e Mestieri situata a Casa Linhares.

### Casa Linhares
La Casa Linhares, che ricorda molto gli anni '50, è un edificio in muratura a due piani con tetto a padiglione, sostenuto da travi in legno massello, che in gergo locale significa "tagliare con il machete". La storia che circonda la casa rafforza la ricchezza del luogo. Costruito per la casa della coppia Ademar Linhares e Néia Bastos, con i mezzi di una buona trattativa del caffè nella regione, fece ordinare le sue piastrelle con la prima forma di Cerâmica Bastos (Camboriú). Ademar Linhares, aprì il primo negozio di alimentari della zona, che riforniva tutte le famiglie che vivevano sulle spiagge selvagge. Successivamente la casa ospitò la prima farmacia di Barra, un negozio di barbiere e oggi ospita la sede della Scuola d'Arte e Mestieri "Cantando, Dançando e Tecendo Nossa História", per le sue caratteristiche estetiche e storiche e per la sua posizione, di fronte della Cappella di Santo Amaro e Piazza del Pescatore.

## Società

### Evoluzione demografica
Si distingue come il comune con la più alta densità di popolazione di Santa Catarina, con più di 2,350 abitanti per chilometro quadrato. Balneário Camboriú ha una delle più alte densità di edifici in Brasile. Nonostante abbia poco più di 120 000 abitanti, la sua struttura di case, palazzi e alberghi ospita circa 500.000 persone, un traguardo che viene superato nel periodo natalizio (in particolar modo a Capodanno). Balneário Camboriú è uno dei comuni con la migliore posizione in termini di qualità della vita a Santa Catarina e in Brasile.
Balneário Camboriú ha un Indice di sviluppo umano municipale (IDHM) classificato tra i più alti del paese. L'indice valuta criteri quali istruzione, demografia, salute, reddito, lavoro, alloggio e vulnerabilità sociale. L'aspettativa di vita media nella città è passata da 70,1 anni nel 1991 a 78,6 anni nel 2010. Secondo un'indagine del 2013 condotta dalla società Urban Systems e che ha valutato la qualità della vita nelle città brasiliane, la città era al quinto posto tra le città con oltre 100mila abitanti e in 16ª posizione rispetto a tutti i comuni.
Circa il 20% della popolazione della città è anziana. Il Dipartimento per lo Sviluppo e l'Inclusione Sociale, in collaborazione con il Dipartimento della Salute e la Fondazione Municipale per lo Sport, offre attività fisica ai margini di Praia Central con follow-up e monitoraggio, mentre il Centro di assistenza agli anziani (NAI) fornisce assistenza sanitaria speciale per gli anziani. La popolazione attuale è un misto di origini tedesche, polacche, portoghesi e italiane.

## Economia
Secondo i dati dell'Instituto Brasileiro de Geografia e Estatística del 2016, il prodotto interno lordo (PIL) municipale era di 4.930.413.260 reais. Il prodotto interno lordo pro capite era di R$ 37.429,03.
Le principali attività economiche del comune sono l'edilizia civile e il turismo. L'attività di edilizia civile è molto valorizzata. L'occupazione avviene in edifici commerciali e residenziali, con circa 1.035 edifici di classe media e alta.

### Turismo
Il turismo è la principale fonte di reddito della città. Il comune ha una popolazione fissa di 128 000 abitanti, ma in alta stagione circa 4 milioni di turisti si alternano tra dicembre e febbraio. Secondo l'Assessorato al Turismo, Balneário Camboriú è considerato uno dei principali centri turistici del sud del Brasile e riceve turisti da tutte le regioni del paese e dall'estero. Sono 18mila i posti letto suddivisi tra alberghi, locande e case vacanza. La città è anche rinomata per la sua vivace vita notturna. Il settore rappresenta circa il 13% del PIL della città.
Tra le strutture turistiche, abbiamo a Barra Sul del comune, una funivia che aggiunge il Complesso Turistico UNIPRAIAS e collega Praia Central a Praia das Laranjeiras e le altre spiagge della regione meridionale di Balneário Camboriú: Taquaras, Taquarinhas, Pinho, Etaleiro ed Estaleirinho. Pinho è la prima spiaggia ufficiale per nudisti in Brasile. Queste spiagge sono collegate da una strada denominata Linha de Acesso às Praias (LAP), meglio nota come Interpraias, che si estende fino ai limiti del comune di Itapema.

## Infrastrutture e trasporti
Balneário ha un sistema di trasporto municipale non integrato (senza terminal), gestito dalla compagnia di trasporti PGTUR dal 1º dicembre 2021. Il terminal degli autobus Balneário Camboriú, TRBC, è operativo dal 20 luglio 1988, in Avenida Santa Catarina, 347. Dista circa 3 km dal centro cittadino e dispone, nella sua interezza, di 15 piattaforme di imbarco e sbarco. In un'area di circa 5000 m², la stazione degli autobus dispone di mense, biglietterie, Polizia Militare e Federale, Tribunale per i minorenni, food court, centro informazioni, banca h24, agenzie immobiliari, servizi igienici, sala d'attesa con oltre 100 posti a sedere e una palestra.
La funivia parte dalla stazione di Barra Sul, al confine tra i viali Normando Tedesco e Atlântica, e la seconda stazione si trova al Parco Unipraias, e infine termina alla stazione di Laranjeiras, di fronte alla spiaggia di Laranjeiras, in via Rodesindo Pavan.

## Cultura
Balneário Camboriú ha le sue origini culturali nella base portoghese delle Azzorre. Tra le manifestazioni locali c'erano: Folguedo do Boi-de-Mamão, Cantorias de Terno-de-Reis, tessitura su telaio a licci, ceramica artigianale o terracotta, fabbricazione di farina di manioca nei mulini, pesca artigianale del muggine, burla del bue. In gastronomia c'erano le derivazioni di piatti a base di frutti di mare e farina di manioca, come zuppa di granchio, pirão con pesce, muggine rampicante (triglia tagliata di schiena, salata ed essiccata al sole, arrostita alla griglia), zuppa e pesce polpette, sardine fritte, in scatola o a getto. Queste manifestazioni sono ancora percepite nel Bairro da Barra e sulle spiagge del sud.
A causa della migrazione di persone motivate dalla vita costiera, dagli anni '60 in poi, si è verificato un notevole aumento demografico, aggiungendo altri stanziamenti culturali alle manifestazioni locali, contribuendo alla formazione della diversità culturale della città, principalmente nella regione centrale .
Oggi è consuetudine praticare bocce e domino in spiaggia tra le persone più mature, e attività aerobiche, come camminare, correre, andare in bicicletta, fare skateboard, roller, per i residenti della regione centrale. Durante l'estate, il comune è occupato da turisti provenienti da varie parti del Brasile, così come da altri paesi, in particolare Uruguay, Paraguay, Cile e Argentina, che, in piena estate, sono più numerosi degli stessi residenti. Oltre alla spiaggia, la vita notturna è abbastanza importante. La parte meridionale della città, così come i suoi dintorni, è famosa per le sue case di campagna e i club di fama mondiale.